# یعقوب سالم عید
یعقوب سالم عید (عربی: يعقوب سالم عيد يعقوب؛ زادهٔ ۱ مارس ۱۹۹۶) دونده سرعت اهل بحرین است.